# Claves para un mundo mejor
Claves para un Mundo Mejor es un noticiero católico argentino emitido desde el 14 de noviembre de 1989 los sábados por la mañana, conducido por el periodsta Héctor "Tito" Garabal y su hijo Chacho Garabal. Desde 2015 hasta 2023, fue transmitido por El Nueve, luego de haber pasado por América TV, A24, Canal 13 y Canal 7. El 6 de mayo de 2023 volvió a emitir 
por la Televisión Pública después de su salida en 2002, luego de unas semanas de estar fuera del aire.

## Formato
Fue creado con la idea de difundir las acciones de la Iglesia Católica luego de un diálogo entre el conductor del programa y el cardenal Juan Carlos Aramburú.
Ha contado como columnistas al sacerdote Mamerto Menapace, el periodista Hugo Chantada, el cardenal Antonio Quarracino y el arzobispo de La Plata Héctor Aguer.
Autodenominado «el primer y único noticiero de buenas noticias», en las ediciones del programa entrevistan a personas e instituciones que se destacan con gestos solidarios, acciones positivas o testimonios de vida. 
Fue declarado Programa de Interés por el Cardenal Bergoglio cuando era Arzobispo de Buenos Aires.

## Emisión

### Canales
- 1989-1990: eltrece
- 1990-2003; 2023-presente: Televisión Pública
- 2003-2008; 2015-2023: elnueve
- 2008-2013: América TV
- 2014: A24

## Premios
- «Cruz de Plata Equiú»
- «Premio "San Gabriel»
- «Premio a la Excelencia» Informativa Broadcasting 2000 y 2002
- Premio Manos Unidas
- Premio TV y Derechos Humanos
- Fund TV a la Televisión Educativa
- Premio Trayectoria 2009 de la YMCA
- Santa Clara de Asís
- Gota en el Mar al periodismo solidario de la Fundación Germán Sopeña al Periodismo Solidario en Televisión[6]
- "San Gabriel"
- Galardón solidario Cruz del Sur